# Rivolta del giugno 1941 nell'Erzegovina orientale
La rivolta del giugno 1941 nell'Erzegovina orientale fu la rivolta dei serbi dell'Erzegovina orientale contro le autorità dello Stato Indipendente di Croazia (croato Nezavisna Država Hrvatska, NDH), uno stato fantoccio dell'Asse costituito nel corso della seconda guerra mondiale nel territorio dello sconfitto Regno di Jugoslavia.
A seguito dell'imposizione dell'autorità dell'NDH, alcuni membri del partito di governo fascista Ustascia iniziarono una campagna persecutoria contro i serbi in tutto il paese. Nell'Erzegovina orientale, gli Ustascia misero in atto una serie di stragi e attentati contro la popolazione serba maggioritaria, a partire dalla prima settimana di giugno. Tra il 3 e il 22 giugno 1941, nella regione si verificarono scontri spontanei tra le autorità dell'NDH e gruppi di serbi.
L'invasione tedesca dell'Unione sovietica ebbe inizio il 22 giugno. Per i due giorni successivi, le rivolte sporadiche dei serbi contro l'NDH nell'Erzegovina orientale sfociarono in una ribellione di massa, scatenata dalla persecuzione degli Ustascia, dalla solidarietà dei serbi verso la popolazione russa, dall'odio e dal terrore verso le autorità dell'NDH e da altri fattori. I ribelli serbi, sotto la guida di serbi del luogo e montenegrini, assaltarono la polizia, la gendarmeria, gli Ustascia e le forze della Guardia interna croata nella regione. Nei primi giorni, i ribelli catturarono le postazioni della gendarmeria in diversi villaggi, istituirono posti di blocco lungo le strade principali e tesero agguati a numerosi veicoli militari, La notte del 26 giugno, i ribelli lanciarono un attacco prolungato contro la città di Nevesinje nel tentativo di catturarla, ma la guarnigione resistette fino alla mattina del 28 giugno, quando le truppe dell'NDH sfondarono i blocchi dei ribelli.
Il 28 giugno, l'agguato dei ribelli a danno di un camion di soldati italiani portò il comandante italiano dell'NDH ad avvertire il governo dell'NDH che avrebbe agito unilateralmente per garantire le vie di comunicazione. Un'altra postazione della gendarmeria fu distrutta dai ribelli, che la sera catturarono la cittadina di Avtovac, saccheggiandola e mettendola a fuoco, e uccisero decine di civili non serbi. L'indomani, una colonna italiana cacciò i ribelli da Avtovac e diede rinforzi alla guarnigione dell'NDH nella cittadina di Gacko. Dal 3 luglio, una forza dell'NDH di oltre 2000 uomini partì da Nevesinje, liberando città e strade dai ribelli. Le forze ribelli non opposero una reazione significativa all'operazione, ritirandosi in Montenegro o nascondendo le armi sulle montagne e facendo ritorno a casa. Il 7 luglio, le forze dell'NDH avevano ormai ripreso il completo controllo su tutte le città e le principali vie di comunicazione dell'Erzegovina orientale.